# Dai Ichi Teibō
El Dai Ichi Teibō (第一丁卯 Teibō número 1?) fue uno de los primeros buques de vapor empleados en Japón. Se trataba de un cañonero que participó en la Guerra Boshin.

## Historial
Construido en unos astilleros de Londres, se trataba en origen de un buque de uso civil, bautizado Hinda. Fue comprado por el clan Chōshū en 1868 y renombrado Dai Ichi Teibō Maru en 1868, siendo armado y convertido en cañonero ese mismo año.
El clan prestó el buque al bando imperial al iniciarse la guerra civil, pero fue devuelto poco después. Sin embargo, en 1870 fue ofrecido a la Armada Imperial Japonesa, recibiendo su nombre definitivo de Dai Ichi Teibō.
Fue empleado como buque de reconocimiento desde 1873 hasta su hundimiento en las Kuriles en 1875.